# Ovidio Vezzoli
Ovidio Vezzoli (Adro, 2 gennaio 1956) è un vescovo cattolico italiano, dal 17 marzo 2017 vescovo di Fidenza.

## Biografia
Nasce ad Adro, in provincia e diocesi di Brescia, il 2 gennaio 1956, cresce nella parrocchia di San Pancrazio, una frazione del comune di Palazzolo sull'Oglio.

### Formazione e ministero sacerdotale
Studia nel seminario di Brescia, frequentando la Facoltà teologica dell'Italia settentrionale.
Il 14 giugno 1980 è ordinato presbitero dal vescovo Luigi Morstabilini per la diocesi di Brescia. Prosegue gli studi dal 1985 presso l'Istituto Santa Giustina di Padova, dove nel 1991 consegue la laurea in teologia con specializzazione liturgica.
Dal 1980 al 1985 è vicario parrocchiale a Sant'Apollonio di Lumezzane, poi dal 1985 al 1993 presta servizio in curia nel Segretariato per la Liturgia. Tra il 1988 e il 1991 guida anche il Segretariato Tempi dello Spirito. Dal 1991 al 1999 è segretario particolare dell'arcivescovo Bruno Foresti. Presta servizio pastorale festivo nelle parrocchie, dal 2004 al 2013 a Bagolino e dal 2013 al 2016 a Pompiano. Dal 2016 è vicario parrocchiale a Saiano e Ome.
Dal 1991 insegna liturgia in seminario a Brescia e per un decennio è prefetto degli studi e bibliotecario. È insegnante di liturgia presso l'Istituto superiore di scienze religiose nella sede di Brescia dell'Università Cattolica del Sacro Cuore.

### Ministero episcopale
Il 17 marzo 2017 papa Francesco lo nomina vescovo di Fidenza; succede a Carlo Mazza, dimessosi per raggiunti limiti di età. Il 2 luglio successivo riceve l'ordinazione episcopale, nella cattedrale di Brescia, da Luciano Monari, vescovo di Brescia, coconsacranti l'arcivescovo Bruno Foresti, emerito di Brescia e lo stesso Carlo Mazza. Il 16 luglio prende possesso canonico della diocesi.

## Araldica

Stemma del vescovo Ovidio Vezzoli

### Descrizione araldica dello scudo
Partito di rosso e d'argento; nel primo al cesto con cinque pani d'oro sormontato da un calice dello stesso; nel secondo a due rami di palma di verde, uniti alla base e sostenenti una croce patriarcale del primo; col capo del terzo, al libro aperto al naturale caricato delle lettere Α e Ω del primo.

### Interpretazione
I pani e il calice rappresentati nella prima parte dello scudo costituiscono chiaro riferimento all'Eucaristia; essi poggiano su di uno sfondo rosso che è il colore del simbolo della Carità, dell'Amore e del Sangue: l'amore infinito e assoluto del Padre che invia il Figlio a versare il proprio sangue per la nostra redenzione. Nella seconda parte troviamo una croce doppia (patriarcale) che richiama le Sante Croci, reliquia custodita nella cattedrale di Brescia per ricordare la diocesi di origine del vescovo Ovidio Vezzoli, mentre le due palme identificano i martiri patroni delle due diocesi: i santi Faustino e Giovita per Brescia e san Donnino per Fidenza. L'argento è il colore simbolo della trasparenza, quindi della Verità e della Giustizia, doti che devono accompagnare quotidianamente lo zelo pastorale del vescovo. Nel capo dello scudo vi è il libro della Parola che costituisce, con l'Eucaristia, il valore primario della vita del cristiano ed è testimone del progetto di salvezza del Padre per i suoi figli: lo sfondo è in oro, il primo fra i metalli nobili, simbolo della prima delle Virtù teologali, la Fede; infatti è solo attraverso la Fede che possiamo comprendere la fora salvifica della Parola e dell'Eucaristia, la quale costituisce evento memoriale del sacrificio di Nostro Signore Gesù Cristo, inizio e fine di tutto, l'Alfa e l'Omega.

## Opere
- Ovidio Vezzoli, Tempus praecipuum salubriter statuisti, Padova, Istituto di Liturgia Pastorale, 1995.
- Ovidio Vezzoli, Domenica, giorno del Signore. Percorsi di lettura biblico-liturgica, Brescia, Queriniana, 1998.
- Giacomo Canobbio, Ovidio Vezzoli, Raffaele Maiolini, Mauro Cinquetti, Andrea Gazzoli, Mario Zani, Sergio Passeri, Flavio Dalla Vecchia, Alberto Donini, Daniele Mombelli, La fedeltà, Brescia, Morcelliana, 2015.

## Genealogia episcopale
La genealogia episcopale è:
- Cardinale Scipione Rebiba
- Cardinale Giulio Antonio Santori
- Cardinale Girolamo Bernerio, O.P.
- Arcivescovo Galeazzo Sanvitale
- Cardinale Ludovico Ludovisi
- Cardinale Luigi Caetani
- Cardinale Ulderico Carpegna
- Cardinale Paluzzo Paluzzi Altieri degli Albertoni
- Papa Benedetto XIII
- Papa Benedetto XIV
- Papa Clemente XIII
- Cardinale Bernardino Giraud
- Cardinale Alessandro Mattei
- Cardinale Pietro Francesco Galleffi
- Cardinale Giacomo Filippo Fransoni
- Cardinale Carlo Sacconi
- Cardinale Edward Henry Howard
- Cardinale Mariano Rampolla del Tindaro
- Cardinale Gennaro Granito Pignatelli di Belmonte
- Cardinale Pietro Boetto, S.I.
- Cardinale Giuseppe Siri
- Cardinale Giacomo Lercaro
- Vescovo Gilberto Baroni
- Cardinale Camillo Ruini
- Vescovo Luciano Monari
- Vescovo Ovidio Vezzoli